# Aleksandar Vasoski
Aleksandar Vasoski (in macedone Александар Васоски?; Skopje, 27 novembre 1979) è un allenatore di calcio ed ex calciatore macedone, di ruolo difensore, tecnico del Sileks Kratovo.

## Palmarès

### Giocatore

#### Club
- Campionato macedone: 2

Vardar: 2001-2002, 2002-2003

#### Individuale
- Calciatore macedone dell'anno: 1

2004

### Allenatore
- Campionato macedone: 1

Vardar: 2019-2020